# 突變原

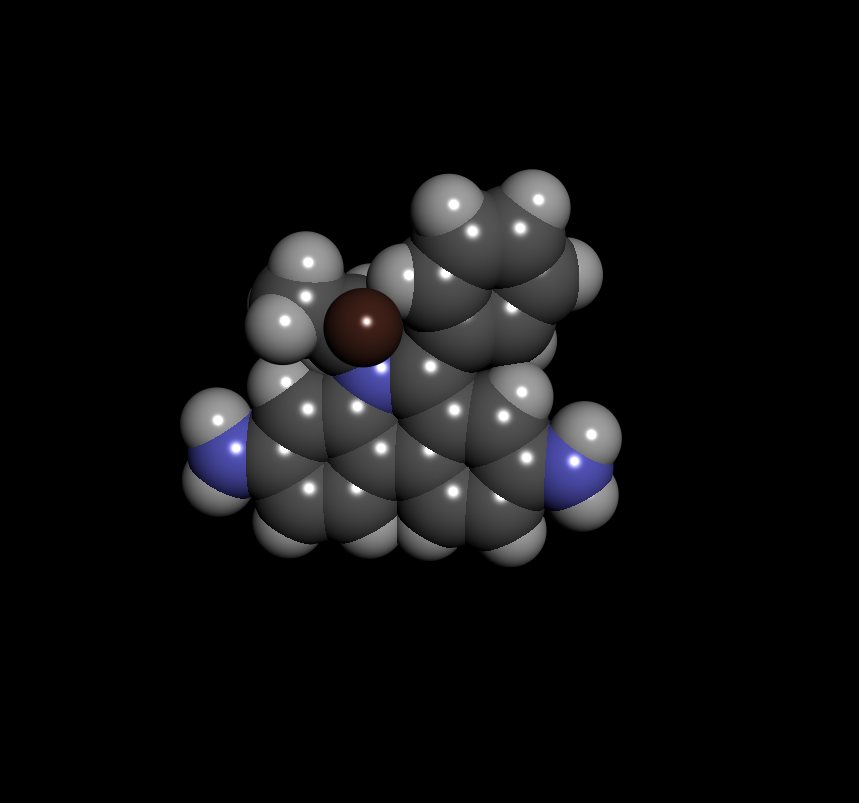
一种砹化合物，属于突变原

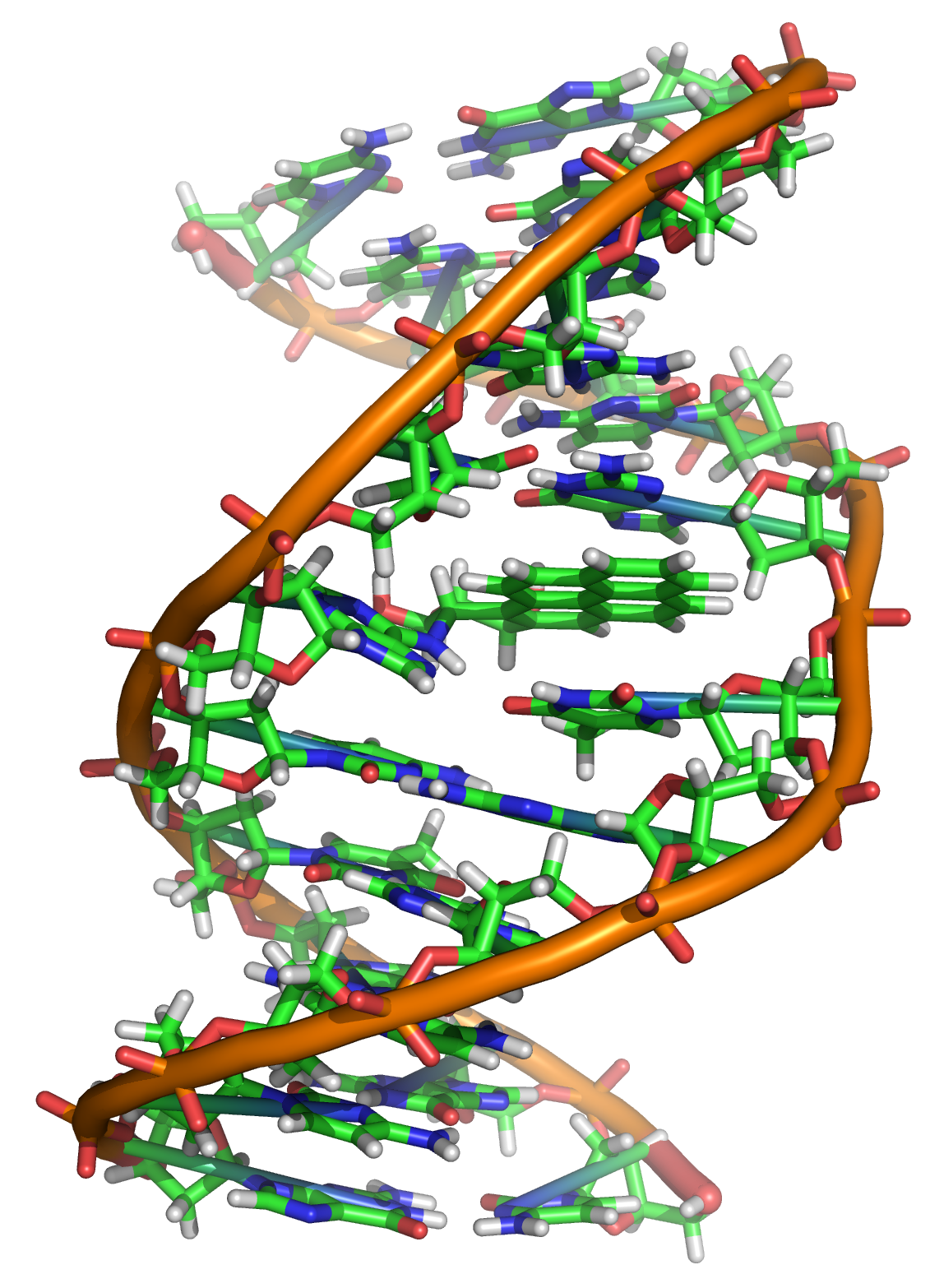
香烟成分 benzo[a]pyrene 的代谢物为一种诱变剂，图示其DNA加合物

突變原（英語：mutagen）又譯 致變原、致突變原、致突變劑、誘變劑 、诱变物等，是指一些能誘導細胞或生物個體的遺傳訊息（通常是脫氧核糖核酸）發生永久性變異，並使突變頻率高於自發突變的物理、化學或生物因子。
生物若處於這些因子的作用下，發生突變的機會將高於在一般自然狀況中。許多突變會造成癌症的發生，因此突變原很可能也是致癌物質。不過，並非所有突變皆因突變原而產生，在DNA複製、修復或重組過程中，也可能發生錯誤，進而導致突變。

## 分类
突變原可分三大類：
- 物理性突變原：紫外線、游離輻射 等。
- 化學性突變原：改變含氮鹹基結構物質、羥基化作用物質、需代謝活化的芳香族化合物 等。
- 生物性突變原：人乳头瘤病毒、乙型肝炎病毒、丙型肝炎病毒、爱-巴二氏病毒、人疱疹病毒8型、人类T淋巴细胞病毒 等。

## 例子
- 亞硝酸（HNO2）：可導致脫氨作用。
- 紫外線：產生胸腺嘧啶二聚體。
- 疊氮化鈉（Sodium azide；NaN3）。
- 伽馬射線、α射線等電離輻射（ionising radiations）
- 轉位子（Transposons）：一些能變換位置的DNA片段。
- 鹼基相似物 Base analogues, substitutes
- 溴與某些溴化合物。 Bromine and some of its compounds,
- 溴化乙錠（EtBr）與其他插入劑（intercalating agents）。
- 溴尿嘧啶（Bromouracil）：烷基化劑。
- 長春花生物鹼（Vinca Alkaloids）等自然植物性生物鹼。